# Copa Mundial de Hockey Femenino de 1983
La V Copa Mundial de Hockey Femenino se celebró en Kuala Lumpur (Malasia) entre el 10 y el 23 de abril de 1983 bajo la organización de la Federación Internacional de Hockey (FIH) y la Federación Malaya de Hockey.
Compitieron en el campeonato 12 selecciones nacionales afiliadas a la FIH por el título mundial, cuyo anterior portador era el equipo de la RFA, ganador del Mundial de 1981.
El equipo de los Países Bajos conquistó su tercer título mundial al vencer en la final al equipo de Canadá con un marcador de 4-2. El conjunto de Australia ganó la medalla de bronce en el partido por el tercer puesto contra el equipo de la RFA.

## Grupos
| Grupo A        | Grupo B       |
| -------------- | ------------- |
| Países Bajos   | Canadá        |
| Australia      | RFA           |
| Estados Unidos | Inglaterra    |
| Escocia        | Nueva Zelanda |
| Gales          | Argentina     |
| India          | URSS          |

## Primera fase
- Todos los partidos en la hora local de Malasia (UTC+8).

Los primeros dos de cada grupo disputaron las semifinales. El resto disputaron los correspondientes partidos de clasificación final.

### Grupo A
| Equipo         | J | G | E | P | GF | GC | DG | PTS |
| -------------- | - | - | - | - | -- | -- | -- | --- |
| Países Bajos   | 5 | 4 | 1 | 0 | 7  | 2  | +5 | 9   |
| Australia      | 5 | 2 | 2 | 1 | 10 | 6  | +4 | 6   |
| Estados Unidos | 5 | 2 | 2 | 1 | 6  | 3  | +3 | 6   |
| Escocia        | 5 | 1 | 3 | 1 | 4  | 5  | -1 | 5   |
| Gales          | 5 | 0 | 3 | 2 | 5  | 11 | -6 | 3   |
| India          | 5 | 0 | 1 | 4 | 4  | 9  | -5 | 1   |

- Resultados

| Fecha | Hora  | Partido        | Partido | Partido        | Resultado |
| ----- | ----- | -------------- | ------- | -------------- | --------- |
| 10.04 | 07:30 | Estados Unidos | -       | Escocia        | 3-0       |
| 10.04 | 09:00 | Australia      | -       | Gales          | 5-1       |
| 10.04 | 15:45 | Países Bajos   | -       | India          | 2-1       |
| 11.04 | 15:00 | Gales          | -       | Estados Unidos | 1-1       |
| 11.04 | 17:00 | Escocia        | -       | Países Bajos   | 0-0       |
| 12.04 | 07:30 | India          | -       | Australia      | 2-3       |
| 13.04 | 07:30 | Países Bajos   | -       | Estados Unidos | 1-0       |
| 13.04 | 15:00 | Gales          | -       | India          | 1-1       |
| 13.04 | 17:00 | Australia      | -       | Escocia        | 1-1       |
| 14.04 | 17:00 | Escocia        | -       | Gales          | 1-1       |
| 15.04 | 07:30 | India          | -       | Estados Unidos | 0-1       |
| 15.04 | 09:30 | Países Bajos   | -       | Australia      | 1-0       |
| 16.04 | 09:30 | Escocia        | -       | India          | 2-0       |
| 16.04 | 15:00 | Australia      | -       | Estados Unidos | 1-1       |
| 16.04 | 17:00 | Países Bajos   | -       | Gales          | 3-1       |

### Grupo B
| Equipo        | J | G | E | P | GF | GC | DG | PTS |
| ------------- | - | - | - | - | -- | -- | -- | --- |
| Canadá        | 5 | 3 | 1 | 1 | 10 | 4  | +6 | 7   |
| RFA           | 5 | 3 | 0 | 2 | 8  | 5  | +3 | 6   |
| Inglaterra    | 5 | 2 | 2 | 1 | 10 | 9  | +1 | 6   |
| Nueva Zelanda | 5 | 1 | 2 | 2 | 5  | 6  | -1 | 4   |
| Argentina     | 5 | 1 | 2 | 2 | 2  | 4  | -2 | 4   |
| URSS          | 5 | 1 | 1 | 3 | 3  | 10 | -7 | 3   |

- Resultados

| Fecha | Hora  | Partido       | Partido | Partido       | Resultado |
| ----- | ----- | ------------- | ------- | ------------- | --------- |
| 10.04 | 17:15 | RFA           | -       | Argentina     | 0-1       |
| 11.04 | 07:30 | Inglaterra    | -       | Canadá        | 1-1       |
| 11.04 | 09:30 | Nueva Zelanda | -       | URSS          | 1-1       |
| 12.04 | 09:30 | Argentina     | -       | Inglaterra    | 1-1       |
| 12.04 | 15:00 | URSS          | -       | RFA           | 0-2       |
| 12.04 | 17:00 | Canadá        | -       | Nueva Zelanda | 1-2       |
| 14.04 | 07:30 | RFA           | -       | Canadá        | 1-2       |
| 14.04 | 09:30 | Argentina     | -       | URSS          | 0-1       |
| 14.04 | 15:00 | Inglaterra    | -       | Nueva Zelanda | 3-2       |
| 15.04 | 15:00 | Argentina     | -       | Canadá        | 0-2       |
| 15.04 | 17:00 | RFA           | -       | Nueva Zelanda | 1-0       |
| 16.04 | 07:30 | URSS          | -       | Inglaterra    | 1-3       |
| 17.04 | 07:30 | Argentina     | -       | Nueva Zelanda | 0-0       |
| 17.04 | 15:00 | RFA           | -       | Inglaterra    | 4-2       |
| 17.04 | 17:00 | Canadá        | -       | URSS          | 4-0       |

## Fase final
- Todos los partidos en la hora local de Malasia (UTC+8).

|  | Semifinales  | Semifinales |   |     | Final        | Final |  |
|  |              |             |   |     |              |       |  |
|  |              |             |   |     |              |       |  |
|  |              |             |   |     |              |       |  |
|  | Países Bajos | 2           |   |     |              |       |  |
|  | RFA          | 0           |   |     |              |       |  |
|  |              |             |   |     |              |       |  |
|  |              |             |   |     |              |       |  |
|  |              |             |   |     | Países Bajos | 4     |  |
|  |              | Canadá      | 2 |     |              |       |  |
|  |              |             |   |     |              |       |  |
|  |              |             |   |     |              |       |  |
|  |              |             |   |     | Tercer lugar |       |  |
|  |              |             |   |     |              |       |  |
|  | Australia    | 5           |   | RFA | 1            |       |  |
|  | Canadá       | 8 P         |   |     | Australia    | 3     |  |

### Partidos de clasificación
Puestos 9.º a 12.º
| Fecha | Hora  | Partido | Partido | Partido   | Resultado |
| ----- | ----- | ------- | ------- | --------- | --------- |
| 19.04 | 07:30 | Gales   | -       | URSS      | 0-3       |
| 19.04 | 09:30 | India   | -       | Argentina | 0-1       |

Puestos 5.º a 8.º
| Fecha | Hora  | Partido        | Partido | Partido       | Resultado |
| ----- | ----- | -------------- | ------- | ------------- | --------- |
| 19.04 | 15:00 | Estados Unidos | -       | Nueva Zelanda | 2-1       |
| 19.04 | 17:00 | Escocia        | -       | Inglaterra    | 1-5       |

Undécimo lugar
| Fecha | Hora  | Partido | Partido | Partido | Resultado |
| ----- | ----- | ------- | ------- | ------- | --------- |
| 21.04 | 07:30 | Gales   | -       | India   | 0-2       |

Noveno lugar
| Fecha | Hora  | Partido | Partido | Partido   | Resultado |
| ----- | ----- | ------- | ------- | --------- | --------- |
| 22.04 | 07:30 | URSS    | -       | Argentina | 2-3       |

Séptimo lugar
| Fecha | Hora  | Partido       | Partido | Partido | Resultado |
| ----- | ----- | ------------- | ------- | ------- | --------- |
| 22.04 | 17:00 | Nueva Zelanda | -       | Escocia | 4-0       |

Quinto lugar
| Fecha | Hora  | Partido        | Partido | Partido    | Resultado |
| ----- | ----- | -------------- | ------- | ---------- | --------- |
| 22.04 | 10:00 | Estados Unidos | -       | Inglaterra | 1-4       |

### Semifinales
| Fecha | Hora  | Partido      | Partido | Partido | Resultado   |
| ----- | ----- | ------------ | ------- | ------- | ----------- |
| 20.04 | 15:00 | Países Bajos | -       | RFA     | 2-0         |
| 20.04 | 17:00 | Australia    | -       | Canadá  | 0-0 (5-8) P |

### Tercer lugar
| Fecha | Hora  | Partido | Partido | Partido   | Resultado |
| ----- | ----- | ------- | ------- | --------- | --------- |
| 22.04 | 17:00 | RFA     | -       | Australia | 1-3       |

### Final
| Fecha | Hora  | Partido      | Partido | Partido | Resultado |
| ----- | ----- | ------------ | ------- | ------- | --------- |
| 23.04 | 16:00 | Países Bajos | -       | Canadá  | 4-2       |

## Clasificación general
| 1. Países Bajos   |
| 2. Canadá         |
| 3. Australia      |
| 4. RFA            |
| 5. Inglaterra     |
| 6. Estados Unidos |
| 7. Nueva Zelanda  |
| 8. Escocia        |
| 9. Argentina      |
| 10. URSS          |
| 11. India         |
| 12. Gales         |

## Máximas goleadoras
9 goles
- Inglaterra Jane Swinnerton-Ions

6 goles
- Estados Unidos Beth Anders

5 goles
- Países Bajos Fieke Boekhorst

4 goles
- Nueva Zelanda Lesley Monk
- Unión Soviética Natella Krasnikova
- Australia Elspeth Denning
- Canadá Darlene Stoyka